# Joysticks
Pour plus de détails, voir Fiche technique et Distribution.
Joysticks est un film américain réalisé par Greydon Clark, sorti en 1983.

## Fiche technique
- Titre : Joysticks
- Réalisation : Greydon Clark
- Scénario : Al Gomez, Mickey Epps et Curtis Burch
- Photographie : Nicholas Josef von Sternberg
- Montage : Larry Bock
- Production : Greydon Clark
- Société de production : Jensen Farley Pictures
- Société de distribution : Jensen Farley Pictures (États-Unis)
- Pays de production :  États-Unis
- Genre : Comédie
- Durée : 88 minutes
- Date de sortie : 
  - États-Unis : 4 mars 1983

## Distribution
- Joe Don Baker : Joseph Rutter
- Leif Green : Eugene Groebe
- Jim Greenleaf : Jonathan Andrew McDorfus
- Scott McGinnis : Jefferson Bailey
- Jon Gries : King Vidiot
- Corinne Bohrer : Patsy Rutter
- John Diehl : Arnie
- John Voldstad : Max
- Reid Cruickshanks : le coach Straight
- Morgan Lofting : Mme. Rutter
- Kym Malin : Lola
- Kim G. Michel : Alva
- Jacqulin Cole : Alexis Wheeler
- Logan Ramsey : le maire Neville
- Justine Lenore : l'infrimière Tubitt
- Carole Burkett : Connie
- Candy Castillo : Jorge
- Steven Jae Johnson : le cultiste
- Frank Lunney : Curley
- Becky LeBeau : Liza
- Lynda Wiesmeier : Candy
- Erin Halligan : Sandy

## Box-office
Le film a rapporté 3 952 448 $ au box-office américain.